# Schizaea poeppigiana
Schizaea poeppigiana är en ormbunkeart som beskrevs av Sturm. Schizaea poeppigiana ingår i släktet Schizaea och familjen Schizaeaceae. Inga underarter finns listade.